# Maesiah Thabane
Maesiah hay Maesaih Thabane (sinh ngày 16 tháng 4 năm 1977) là vợ của thủ tướng Lesotho Dr Thomas Thabane '  và là đệ nhất phu nhân của Lesotho.